# Peluda delicada
La peluda delicada (Arnoglossus debilis) és un peix teleosti de la família dels bòtids i de l'ordre dels pleuronectiformes present a les costes de les Illes Hawaii i al sud de Lombok (Indonèsia). Pot arribar als 17 cm de llargària total.